# نادژدا روشچینا
نادژدا روشچینا (روسی: Надежда Николаевна Рощина؛ زادهٔ ۳۰ ژوئن ۱۹۵۴) قایقران روئینگ اهل اتحاد جماهیر شوروی سوسیالیستی است.